# سیارک ۱۰۳۶۶
سیارک ۱۰۳۶۶ (به انگلیسی: 10366 Shozosato، نامگذاری:1994WD4) ده هزار و سیصد و شصت و ششمین سیارک کشف شده‌است که در ۲۴ نوامبر ۱۹۹۴ کشف شد.
قدر مطلق سیارک برابر ۱۴٫۲۰ است.